# Peshitta

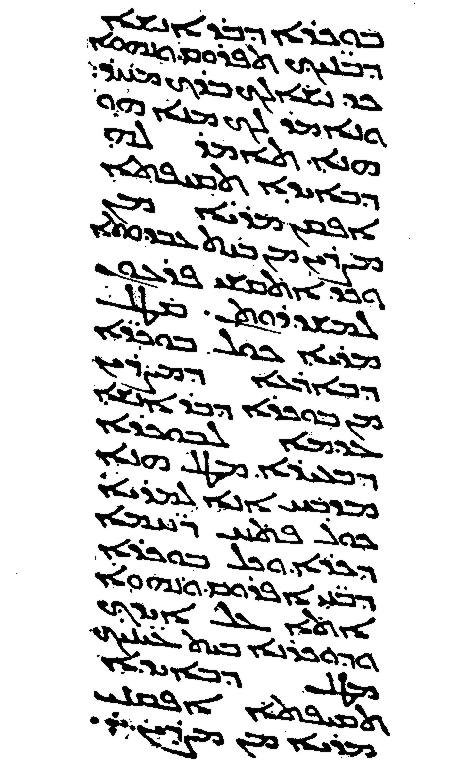
Peshitta: texto de Éxodo 13:14-16 producido en Amida en el año 464.

La Peshitta (siríaco: simple, común) es una versión cristiana de la Biblia en idioma siríaco. No se debe confundir la Peshitta con los tárgumim, interpretación en arameo de la Biblia hebrea producida o compilada por judíos desde de finales del Segundo Templo hasta comienzos de la Edad Media (finales del primer milenio).

## El nombrePeshitta
Peshitta proviene del siríaco (dialecto del arameo tardío) mappaqtâ pšîṭtâ (ܡܦܩܬܐ ܦܫܝܛܬܐ), literalmente "versión simple" o pšîṭtâ "común" (popular) o también, "íntegra". Fue escrita en alfabeto siríaco, y ha sido transliterada al alfabeto latino en diferentes formas: Peshitta, Peshittâ, Pshitta, Pšittâ, Pshitto, Fshitto.

## Historia y contenido
El nombre 'Peshitta' fue aplicado a esta versión desde el siglo IX, por Moshe bar Kepha. 

### Antiguo Testamento
El Antiguo Testamento de la Peshitta es una traducción directa del hebreo, que probablemente data del siglo II. Desde el siglo V se convirtió en la versión modelo de la Biblia, reemplazando versiones anteriores de los Evangelios. De hecho, el Antiguo y el Nuevo Testamento corresponden a trabajos separados de traducción.
El Antiguo Testamento de la Peshitta es la más antigua obra de la literatura siríaca conservada. La mayoría de las obras cristianas de la época fueron escritas en griego o son traducciones del griego, pero el Antiguo Testamento de la Peshitta fue traducido del hebreo, de manuscritos afines al que posteriormente sería el Texto Masorético de las Biblias hebreas medievales y modernas. Aunque algunos expertos sugirieron que podría haber sido traducida del arameo desde los Tárgumes, esta opinión es ahora descartada, aunque se acepta que hay influencia interpretativa de las versiones de los Targumes en el Pentateuco y los Libros de Crónicas, así como algunos pasajes derivados de la Septuaginta. especialmente en Isaías y el libro de los Salmos, probablemente para facilitar su uso litúrgico. Los Deuterocanónicos fueron traducidos de la Septuaginta, excepto el Sirácida, que fue traducido del hebreo, y Tobías, que falta en las versiones antiguas de la Peshitta que en cambio sí incluyen 2 Baruc.
El estilo y calidad de la traducción es variable. Algunas partes pueden haber sido traducidas por judíos que hablaban el siríaco. Por ser el siríaco originario de la región de Edesa, es probable que la traducción provenga de allí, pero la región de Arbil, la antigua Adiabena, por su numerosa población judía durante el siglo II, se ha sugerido como otro probable lugar de origen. Algunos expertos han sugerido que ciertas características del arameo occidental en el texto podrían indicar un origen en Siria o Judea (o Israel); el análisis de esas características es complejo.

### Nuevo Testamento
La mayoría de los expertos consideran que el Nuevo Testamento de la Peshitta fue traducido de manuscritos griegos (sólo muy pocos sostienen hoy en día que el idioma original del Nuevo Testamento fuese el arameo).
El origen de la traducción del Nuevo Testamento es difícil de establecer, por la existencia de las otras dos versiones siríacas anteriores: el Diatessaron y la Vetus Syra. La traducción más antigua, probablemente es el Diatessaron ("uno mediante cuatro"), de Taciano. El texto que data del año 175, es una narración continua y armónica que integra los cuatro Evangelios, en una época en que tal vez cada Evangelio por separado no tenía un carácter oficial. Recibió un comentario elogioso de Efrén de Siria, quien destacó los principales aspectos de su contenido. Cuando la práctica común de las iglesias exigió el uso separado de los cuatro libros. El obispo Teodoreto de Ciro, en el Éufrates, en 423, recolectó y archivó más de 200 copias del Diatessaron y las remplazó por versiones de los cuatro Evangelios diferenciados.
Una edición con el Antiguo y Nuevo Testamento, excluido el Diatessaron, es conocida como "Antigua siríaca" (Vetus Syra). Se conservan dos manuscritos del siglo V de los Evangelios (Palimpsesto Sinaítico y Evangelios Curetonianos), traducciones libres de cada libro griego, influenciadas por el Diatessaron. Estas traducciones posiblemente datan del siglo III o comienzos del siglo IV. La versión Antigua siríaca utiliza la Peshitta para las citas del Antiguo Testamento en el Nuevo Testamento y no la versión griega, siendo este hecho un testimonio de la gran antigüedad de la Peshitta. La Historia Eclesiástica (4.29.5) de Eusebio evidencia que esta versión incluyó traducciones de los Hechos de los Apóstoles y de las cartas de Pablo, ya que afirma que Taciano no quiso usarlas.

### Versión común
El nombre de Rábula, obispo de Edesa (m. 435) ha sido popularmente vinculado a la producción de la Peshitta. Sin embargo es improbable que él participara en la traducción, porque a comienzos del siglo V, la Peshitta ya era usada como versión común por las iglesias sirias.
La Peshitta no contiene la Segunda epístola de Pedro ni la Segunda ni la Tercera epístola de Juan ni la Epístola de Judas ni tampoco el Apocalipsis. En las disputas entre la iglesia siria occidental y el Imperio Bizantino, se requirió una versión más estrechamente relacionada con las versiones griegas. Filoxeno de Mabbug (muerto en 523), produjo un Nuevo Testamento, pero parece ser que sólo tradujo aquellos libros que no estaban incluidos en la Peshitta, para complementarla. En el siglo VII, fue producida una versión completa basada en el canon griego. La Hexapla Siria es una versión siríaca basada en la quinta columna de la Hexapla de Orígenes y se ha convertido en su más importante testigo. La versión producida bajo la supervisión de Tomás de Harkel, es una traducción estrechamente ligada a los manuscritos griegos, aunque esporádicamente contiene algunas lecturas de la versión Antigua.
A pesar de la existencia de esas traducciones, la Peshitta permaneció como la versión común de las distintas iglesias siríacas, y las traducciones más eruditas (llamadas "espirituales" en esa época) permanecieron en los escritorios de los teólogos sirios. En la iglesia siria oriental, así como en las tradiciones más antiguas (especialmente en las obras de Teodoro de Mopsuestia) la exégesis generalmente provee el texto literal griego al lado de la traducción de la Peshitta. El Codex Khaboris que data en el siglo XII, contiene la versión del Nuevo Testamento de la Peshitta.

## Ediciones contemporáneas

La sexta Bienaventuranza en una Peshitta. ' Bienvanturados los limpios de corazón, porque ellos verán a Dios.

La Peshitta levemente revisada y con los libros faltantes añadidos, es la Biblia prototipo para las iglesias de tradición siríaca: Iglesia asiria del Oriente, Antigua Iglesia del Oriente, Iglesia ortodoxa siríaca, Iglesia ortodoxa de Malankara, Iglesia católica siria, Iglesia católica caldea, Iglesia católica maronita, Iglesia católica siro-malabar, Iglesia católica siro-malankar e Iglesia Malankara Santo Tomasiana. Los cristianos sirios de la India utilizan ahora con frecuencia traducciones al idioma malabar. Las versiones en árabe han llegado a ser muy utilizadas por las iglesias del Medio Oriente.
En 1901, P. E. Pusey and G. H. Gwilliam publicaron un texto crítico de la Peshitta con una traducción al latín. En 1905, la British and Foreign Bible Society produjo una versión de los Evangelios (no crítica), que en 1920 incluyó todo el Nuevo Testamento. En 1933 se publicó una obra en inglés, editada por George M. Lamsa, que se conoce como la Biblia de Lamsa, aunque no se le considera una traducción formal en virtud de que Lamsa mezcla el texto original con sus muy personales conceptos esotéricos y nacionalistas asirios incrustados dentro del texto bíblico, por lo cual no es una traducción bíblica, sino una narración mixta de textos bíblicos, esoterismo, conceptos personales y desviaciones doctrinales, dotada de elementos extrabíblicos, al igual que la obra "Escritura Santa. Traducción Castellana del Arameo Galileo", del señor José L. Hernández (obra influenciada y basada fuertemente en la obra en inglés de George Lamsa, pero que utiliza un lenguaje vulgar y coloquial, a veces inentendible, pretendiendo elocuencia). Ambas obras pretenden ser traducciones de la Peshitta, pero son rotundamente desestimadas por académicos y traductores formales, así como toda la literatura relacionada que ellos produjeron. Ni la obra de Lamsa ni la de Hernández son traducciones formales de la Peshitta.
Desde 1961, el Peshitta Institute de Leiden ha publicado la más completa edición crítica de la Peshitta en una serie de fascículos. En 1996, la primera edición de la Comparative Edition of the Syriac Gospels: Aligning the Old Syriac Sinaiticus, Curetonianus, Peshitta and Harklean Versions de George Anton Kiraz (con la versión de Harklean preparada por Andreas Juckel) fue publicada por Brill. La segunda (2002) y tercera (2004) ediciones fueron impresas por Gorgias Press LLC.
En español existe la Biblia Peshitta en Español, única traducción formal con sello cristiano del Texto Peshitta en este idioma. Goza de gran aceptación entre académicos y seminarios cristianos hispanohablantes. Fue publicada en 2007 por Broadman&Holman Publishing Group de Nashville, Tennessee, USA. La traducción fue llevada a cabo en Hermosillo, Sonora, México. Es la única traducción formal del Texto Peshitta que incluye el Antiguo y Nuevo Testamento, y ha recibido el reconocimiento y aprobación de eruditos y téologos de diversas instituciones y sociedades bíblicas cristianas. Está basada en el Texto Peshitta, y cotejada con la traducción de la Peshitta arameo-hebreo, arameo-inglés de Murdock, el texto hebreo del Antiguo Testamento y el griego del Nuevo Testamento, así como con diversas obras de traducciones regulares del hebreo, arameo y griego al español, inglés, hebreo y francés. En 2017, Holman Bible Publishers, Nashville, TN., lanzó la segunda edición de la Biblia Peshitta en Español con mayor contenido e información. Desde 2020 está disponible la Biblia Peshitta en Portugués en Brasil.